# Shake a Leg
Shake a Leg e песен на австралийската рок група Ей Си/Ди Си (AC/DC), включена в албума Back in Black от 1980 г.

## Състав
- Брайън Джонсън – вокали
- Ангъс Йънг – соло китара
- Малкълм Йънг – ритъм китара, беквокали
- Клиф Уилямс – бас китара, беквокали
- Фил Ръд – барабани

- Продуцент – Джон „Мът“ Ланг (John Mutt Lange)